# Strzałka (herb szlachecki)
Strzałka – polski herb szlachecki znany z jedynego wizerunku pieczętnego.

## Opis herbu
Opis herbu z wykorzystaniem zasad blazonowania, zaproponowanych przez Alfreda Znamierowskiego:
W polu dwie połutoczenice barkami ku sobie złączone drogą, na której zaćwieczone dwie róże i pośrodku liść, barwy nieznane.

## Najwcześniejsze wzmianki
Pieczęć G. i J. Strzałków z 1573.

## Herbowni
Ponieważ herb Strzałka był herbem własnym, prawo do posługiwania się nim przysługuje tylko jednemu rodowi herbownemu:
Strzałka.